# Нобельський заказник
Но́бельський зака́зник — орнітологічний заказник місцевого значення в Україні. Об'єкт природно-заповідного фонду Рівненської області. 
Розташований у межах  Зарічненського району Рівненської області, неподалік від села Нобель, при озері Нобель. 
Площа 510 га. Статус надано згідно з рішенням облвиконкому від 22.11.1983 року № 343 (зміни згідно з рішенням облвиконкому від 18.06.1991 року № 98). Перебуває у віданні ДП СЛАП «Зарічненський держспецлісгосп» (Морочнівське л-во, кв. 17, вид. 3, 6, 36, 37). 
Статус надано з метою збереження місць гніздування і відпочинку перелітних водоплавних птахів, як-от: широконіска, чирянки, лебідь-шипун, гуска сіра та інші. Крім того тут водяться очеретянка велика, синиця вусата синиця довгохвоста тощо. 

## Галерея

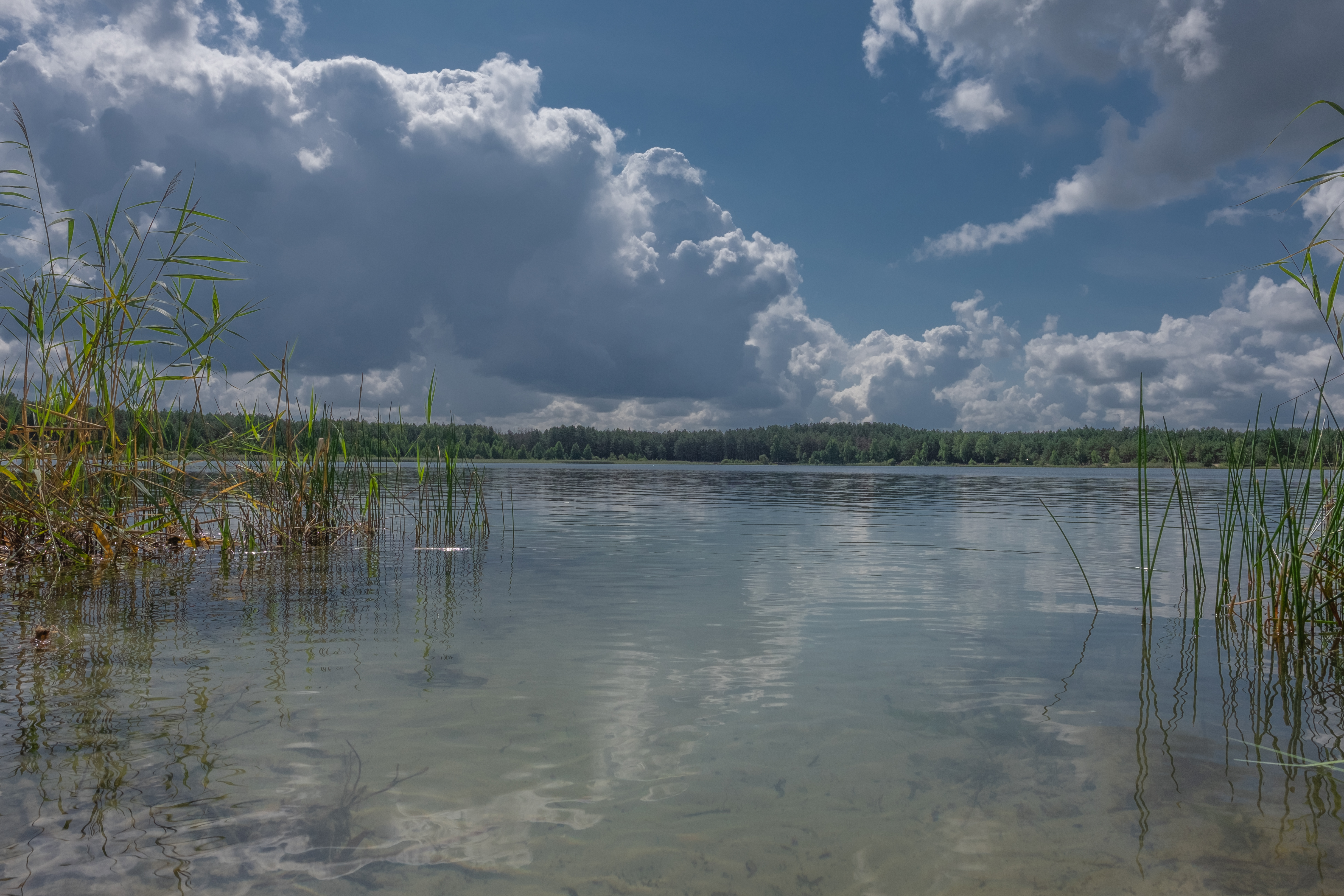
Нобельський заказник
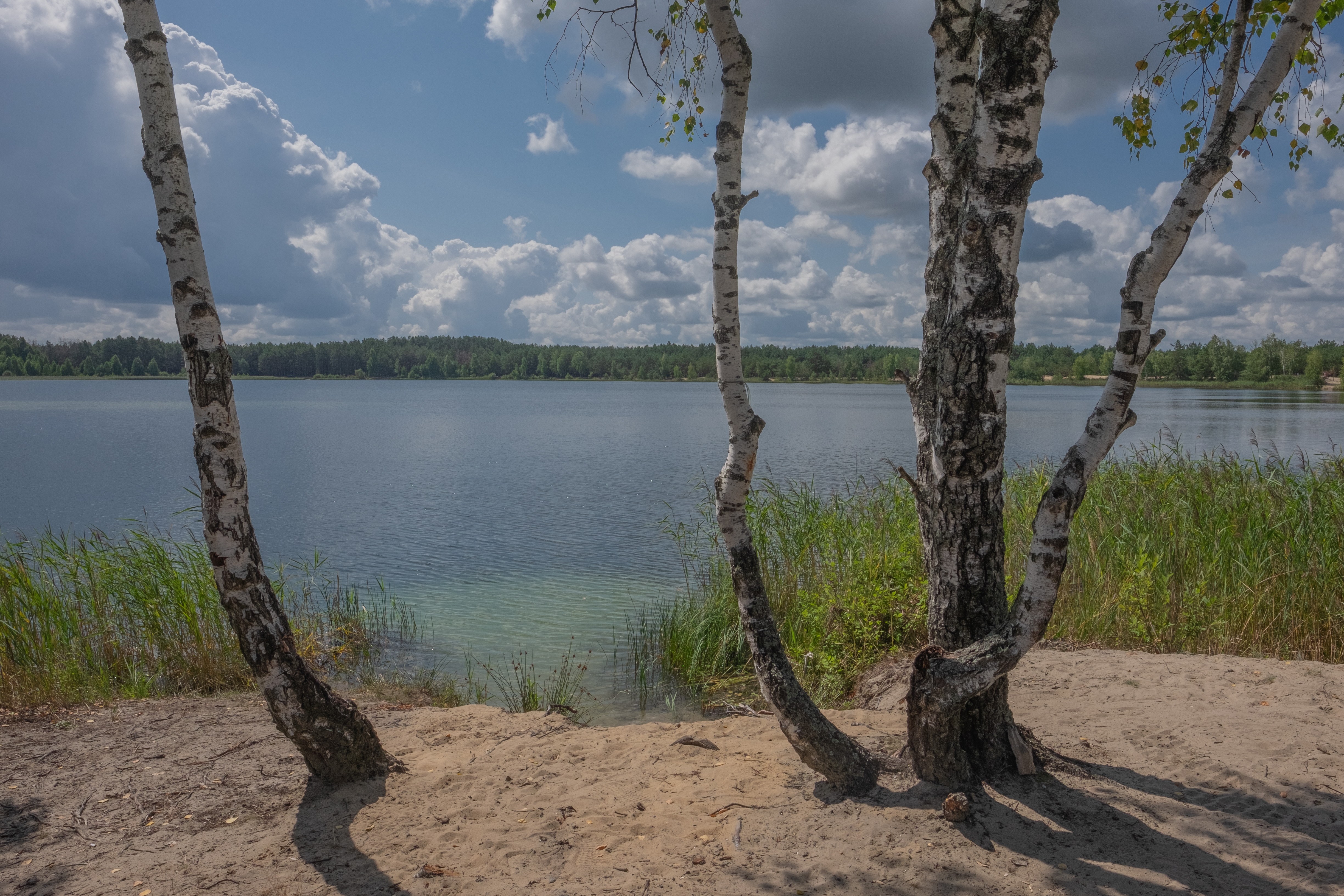
Нобельський заказник